# کلوین دیویس (سیاستمدار)
کلوین دیویس (انگلیسی: Kelvin Davis؛ زادهٔ ۲ مارس ۱۹۶۷) سیاستمدار اهل نیوزیلند است.